# Amelia Pidgeon
Amelia Pidgeon (* 2001 in Torquay) ist eine britische Nachwuchsschauspielerin. Ihre Rolle als junge Natascha Kampusch ist ihr erstes Engagement vor der Filmkamera.

## Leben
Amelia Pidgeon kam 2001 in Agatha Christies Heimatstadt Torquay zur Welt und wuchs im Dorf Moretonhampstead im Nationalpark von Dartmoor in Devon auf. Ihr Vater Steve ist Hufschmied, ihre Mutter Nicola Friseurin. Sie hat zwei ältere Brüder und eine jüngere Schwester.
Amelia wurde ohne vorherige Schauspielerfahrung für die Rolle der jungen Natascha Kampusch gecastet. Ihre Freundin Emily brachte sie zum Haus eines Schulfreundes, dessen Katzen sie besuchen wollten. Die Mutter des Jungen ist die Castingagentin Pippa Hall, der eine Ähnlichkeit zwischen Amelia und der jungen Natascha Kampusch auffiel. Regisseurin Sherry Hormann lud die Viertklässlerin zum Casting nach London und später nach München ein. Amelias Hobbys sind Fußball, Schwimmen, Tanzen, Reiten und Radfahren. Ihr Berufswunsch ist Schauspielerin.

## Filmografie
- 2012: 3096 Tage
- 2014: Die Frau in Schwarz 2: Engel des Todes (The Woman in Black: Angel Of Death)